# 封懿
封 懿（ほう い、生年不詳 - 417年）は、中国の前燕から北魏にかけての学者・政治家。字は処徳。本貫は渤海郡蓨県。

## 経歴
前燕の吏部尚書の封放の子として生まれた。文章を得意とし、兄の封孚とともに名を知られた。後燕の慕容宝に仕えて、中書令・民部尚書に上った。慕容宝が敗れると、北魏に帰順して、給事黄門侍郎・都坐大官・寧朔将軍の位を受け、章安子に封じられた。道武帝の引見を受けて、慕容氏の旧事について質問されたが、封懿の答えがいい加減であったため、解任されて家に帰された。明元帝の初年、再び召されて都坐大官の位を受け、爵位は侯に進んだ。417年（泰常2年）、死去した。
封懿は『燕書』の編纂に参加したことでも知られる。

## 子女
- 封玄之（司馬国璠・温楷らの反乱計画に参加し、処刑された）
- 封勗（字は虔之）

## 伝記資料
- 『魏書』巻32 列伝第20
- 『北史』巻24 列伝第12